# Arthur Joseph Serratelli
Arthur Joseph Serratelli (Newark, 18 aprile 1944) è un vescovo cattolico statunitense, dal 15 aprile 2020 vescovo emerito di Paterson.

## Biografia
Monsignor Arthur Joseph Serratelli è nato a Newark, nel New Jersey, il 18 aprile 1944 da Pio Serratelli ed Eva Fasolino. In gioventù frequentava la chiesa di Nostra Signora del Monte Carmelo nel quartiere Ironbound di Newark.

### Formazione e ministero sacerdotale
Ha frequentato le scuole elementari nella sua città natale. Nel 1961 si è diplomato alla Seton Hall Preparatory School di West Orange. Per i due anni successivi ha studiato filosofia alla Seton Hall University di South Orange.
Ha studiato per due anni al seminario "Immacolata Concezione" della sezione Darlington a Mahwah. Nel 1965 ha conseguito un Bachelor of Arts alla Seton Hall University. Ha quindi proseguito gli studi per il sacerdozio al Pontificio collegio americano del Nord a Roma.
Il 20 dicembre 1968 è stato ordinato presbitero per l'arcidiocesi di Newark nella basilica di San Pietro in Vaticano da monsignor Francis Frederick Reh, vescovo eletto di Saginaw e fino a pochi giorni prima rettore del Pontificio collegio americano del Nord. L'anno successivo ha conseguito la licenza in sacra teologia presso la Pontificia Università Gregoriana. È stato vicario parrocchiale della parrocchia di Sant'Antonio a Belleville per un anno. Ha poi insegnato teologia sistematica al seminario "Immacolata Concezione" per due anni. È stato quindi inviato a Roma per completare gli studi. Ha conseguito la licenza in Sacra Scrittura presso il Pontificio Istituto Biblico  nel 1976 e il dottorato in sacra teologia presso la Pontificia Università Gregoriana l'anno successivo.
Dal 1977 al 2002 ha insegnato Sacra Scrittura e lingue bibliche presso la scuola di teologia della Seton Hall University di South Orange. Dal 1997 al 2000 è stato rettore del St. Andrew's College Seminary dello stesso ateneo. Ha anche insegnato al seminario redentorista di Esopus, al seminario "San Giuseppe" di Yonkers, all'Istituto di studi religiosi dell'arcidiocesi di New York e nel programma educativo del ministero laicale del Trinity College di Washington. Era attivo nel predicare ritiri per sacerdoti e religiosi e nel tenere convegni e conferenze in tutti gli Stati Uniti. È stato anche cooperatore festivo nelle parrocchie del Santissimo Sacramento a Franklin Lakes, della Sacra Famiglia a Nutley e di Sant'Antonio a Passaic. Nel 1998 papa Giovanni Paolo II lo ha nominato prelato d'onore di Sua Santità.
È stato membro del collegio dei consultori, della commissione per l'apostolato degli uomini, del consiglio delle finanze, del consiglio presbiterale e della commissione per le vocazioni sacerdotali.

### Ministero episcopale
Il 3 luglio 2000 papa Giovanni Paolo II lo ha nominato vescovo ausiliare di Newark e titolare di Enera. Ha ricevuto l'ordinazione episcopale l'8 settembre successivo dall'arcivescovo di Newark Theodore Edgar McCarrick, co-consacranti il vescovo di Wilmington Michael Angelo Saltarelli e il vescovo ausiliare di Newark Paul Gregory Bootkoski.
Dopo la sua consacrazione è stato nominato vicario episcopale per la contea di Essex, per i ministeri e per gli apostolati. Quando monsignor McCarrick è stato trasferito alla guida dell'arcidiocesi di Washington, gli è succeduto monsignor John Joseph Myers, già vescovo di Peoria. Questi, nel marzo del 2002, lo ha nominato vicario generale e moderatore della curia.
Il 1º giugno 2004 papa Giovanni Paolo II lo ha nominato vescovo di Paterson. Ha preso possesso della diocesi il 6 luglio successivo con una celebrazione nella cattedrale di San Giovanni Battista a Paterson.
Nel dicembre del 2011 ha compiuto la visita ad limina.
Il 15 aprile 2020 papa Francesco ha accolto la sua rinuncia al governo pastorale della diocesi per raggiunti limiti di età.
In seno alla Conferenza dei vescovi cattolici degli Stati Uniti dal 2012 è stato presidente del comitato per la revisione delle traduzioni delle Scritture della sottocommissione per la dottrina e membro del comitato per il culto divino e dei suoi gruppi di lavoro sulla liturgia con i bambini e sulla revisione del lezionario. In precedenza ha ricoperto il ruolo di presidente del comitato per la liturgia (in seguito comitato per il culto divino) dal 2007 al 2010 ed è stato incaricato di annunciare l'accettazione da parte della Santa Sede delle modifiche alla traduzione inglese del Messale Romano, da attuare nel corso del tempo a partire dal 27 novembre 2011, la prima domenica di avvento. È stato anche membro del comitato ad hoc per la revisione del catechismo (in seguito comitato per l'evangelizzazione e la catechesi), del comitato ad hoc per la Bibbia spagnola, del comitato episcopale per il Collegio americano dell'Immacolata Concezione a Lovanio (che è stato chiuso alla fine dell'anno accademico 2010-2011) e del comitato per le donne nella Chiesa e nella società (noto attualmente come comitato per i laici, il matrimonio, la vita familiare e la gioventù).
È stato rappresentante della Conferenza dei vescovi cattolici degli Stati Uniti in seno alla Commissione internazionale sull'inglese nella liturgia dal 2012 e presidente della stessa dal 2012 al febbraio del 2019. Dal 28 ottobre 2016 è membro della Congregazione per il culto divino e la disciplina dei sacramenti. Fa parte anche del comitato "Vox Clara".
È inoltre membro del consiglio dei vescovi della Conferenza cattolica del New Jersey, del consiglio di amministrazione dell'Assumption College for Sisters di Denville, del consiglio di fondazione del College of St. Elizabeth di Convent Station, del consiglio di amministrazione della Seton Hall University di South Orange e del collegio dei supervisori del seminario "Immacolata Concezione" di Yonkers.
È il co-presidente cattolico, insieme al teologo battista Paul Fiddes, della consulta teologica internazionale per il dialogo tra i cattolici e l'Alleanza mondiale battista.
Oltre l'inglese, conosce l'italiano, il francese e le lingue bibliche.

## Genealogia episcopale
La genealogia episcopale è:
- Cardinale Scipione Rebiba
- Cardinale Giulio Antonio Santori
- Cardinale Girolamo Bernerio, O.P.
- Arcivescovo Galeazzo Sanvitale
- Cardinale Ludovico Ludovisi
- Cardinale Luigi Caetani
- Cardinale Ulderico Carpegna
- Cardinale Paluzzo Paluzzi Altieri degli Albertoni
- Papa Benedetto XIII
- Papa Benedetto XIV
- Papa Clemente XIII
- Cardinale Marcantonio Colonna
- Cardinale Giacinto Sigismondo Gerdil, B.
- Cardinale Giulio Maria della Somaglia
- Cardinale Carlo Odescalchi, S.I.
- Cardinale Costantino Patrizi Naro
- Cardinale Lucido Maria Parocchi
- Papa Pio X
- Papa Benedetto XV
- Papa Pio XII
- Cardinale Francis Joseph Spellman
- Cardinale Terence James Cooke
- Sig. Theodore Edgar McCarrick (Dimesso da Cardinale nel 2018, Laicizzato nel 2019)
- Vescovo Arthur Joseph Serratelli

## Araldica
| Stemma | Titolare                                     | Descrizione |
|        | Arthur Joseph Serratelli Vescovo di Paterson | Lo stemma episcopale è composto da uno scudo, con le sue cariche (simboli), un rotolo con il motto e gli ornamenti esterni. Lo scudo, che è la caratteristica centrale e più importante di qualsiasi dispositivo araldico, è descritto con termini del XII secolo che sono arcaici al nostro linguaggio moderno. Questa descrizione è fatta come se fosse fatta dal portatore con lo scudo indossato sul braccio. Quindi, dove si applicano, i termini destro e sinistro sono invertiti quando il dispositivo viene visto dal davanti. Secondo la tradizione araldica ecclesiastica dei paesi anglosassoni, lo stemma del vescovo è impalato con quello della diocesi a simboleggiare la relazione tra l'uomo e l'ufficio che ricopre. L'Agnello pasquale è l'antico simbolo di San Giovanni Battista, il titolare della cattedrale. Egli, considerato l'annunciatore della venuta di Nostro Signore, ha detto: "Ecco l'agnello di Dio, che toglie il peccato del mondo" (Giovanni 1,12). Il trifoglio si riferisce, ovviamente, a San Patrizio. Il muro su cui è posto il trifoglio rappresenta la protezione del Signore sulla città. L'Agnello pasquale rappresenta anche il Figlio di Dio. Lo stemma personale del vescovo Serratelli è diviso in due parti. La parte superiore ha un libro aperto come sua principale carica. Questo rappresenta la parola di Dio. Per molti anni, il vescovo Serratelli ha infatti insegnato Sacra Scrittura al seminario "Immacolata Concezione". Inoltre, oltre alla laurea in teologia conseguita presso la Pontificia Università Gregoriana, si è anche laureato presso il Pontificio Istituto Biblico. Le cinque croci rosse sono conosciute come croce di Gerusalemme e rappresentano le cinque ferite della Passione di Gesù: nel fianco, nelle mani e nei piedi. Inoltre, la grande croce centrale rappresenta Gesù e le quattro croci più piccole rappresentano i quattro evangelisti. Le quattro croci più piccole rappresentano anche i quattro angoli della terra in cui è diffuso il Vangelo e per cui Nostro Signore morì. Questo rappresenta il mistero centrale della croce e la risurrezione di Nostro Signore e Salvatore Gesù Cristo. Ci ricorda anche che siamo tutti pellegrini in cammino verso la nuova e celeste Gerusalemme. Il campo verde rappresenta la vita. Raggiungiamo la vita eterna "ascoltando la Parola di Dio e osservandola" (Luca 11,28), come disse Gesù in lode a Maria. La sezione superiore contiene i colori rosso, bianco e verde, i colori della bandiera italiana che ricordano quindi le origini del vescovo e dei suoi genitori, Pio ed Eva. A separare la parte superiore da quella inferiore vi è una barra ondulata bianca che richiama le sei barre ondulate presenti sullo stemma dell'arcidiocesi di Newark, che rappresentano i sei fiumi che si trovano entro i confini territoriali dell'arcidiocesi. La sezione inferiore onora sia papa Giovanni Paolo II che il cardinale Theodore Edgar McCarrick, del quale monsignor Serratelli è stato vescovo ausiliare a Newark. Il campo blu e la lettera "M" d'oro sono tratti dallo stemma che papa Giovanni Paolo II usò fin dalla sua consacrazione come vescovo il 28 settembre 1958. La corona è tratta invece dallo stemma del cardinale McCarrick, ordinato sacerdote il giorno festa della Visitazione della Beata Vergine Maria, il 31 maggio 1958. Anche la parte inferiore, dedicata alla Beata Vergine Maria, ha un significato speciale per il vescovo Serratelli. Fu battezzato e crebbe nella parrocchia di Nostra Signora del Monte Carmelo a Newark e studiò al seminario "Immacolata Concezione" e al Pontificio collegio americano del Nord, entrambi sotto il patrocinio della Beata Vergine Maria con il titolo di Immacolata Concezione, la patrona degli Stati Uniti d'America. Prima della sua nomina a vescovo, era stato anche rettore del St. Andrew's College Seminary. Infine, il vescovo Serratelli ha ricevuto la pienezza del sacramento dell'ordine sacro, l'episcopato, l'8 settembre 2000, festa della Natività della Beata Vergine Maria. Lo scudo nel suo insieme ci aiuta a ricordare che la missione del vescovo Serratelli, sia come sacerdote che come vescovo, è di insegnare la Parola di Dio, che venne da noi attraverso Maria. Il rotolo, recante il motto del vescovo, è posto sotto lo scudo. Egli ha scelto l'espressione "Vivere Christus est", che significa "Vivere è Cristo". Essa è tratta dalla Lettera ai Filippesi 1,21, che recita: "Per me infatti il vivere è Cristo e il morire un guadagno". Lo stemma è completato con gli ornamenti esterni che sono la croce astile, che è posta dietro allo scudo e che si estende sopra e sotto lo scudo, e un cappello chiamato galero con appese sei nappe in tre file, su entrambi i lati dello scudo, il tutto in verde. Queste sono le insegne araldiche di un prelato del grado di vescovo come stabilito dalla Santa Sede del 31 marzo 1969. |